# Isla Baja (Shetland del Sur)

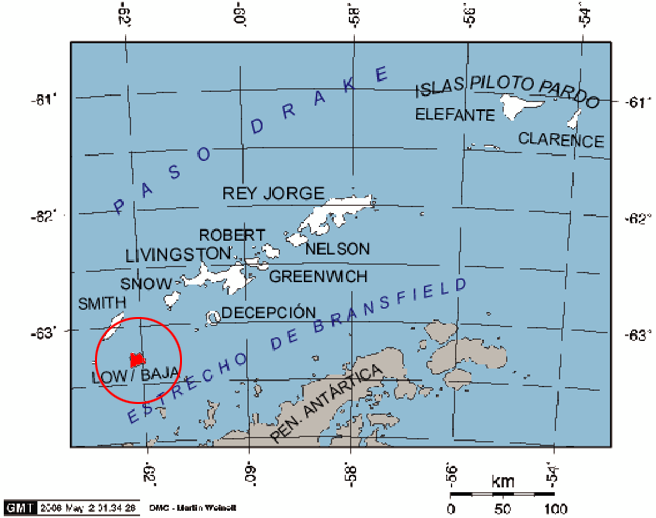
Ubicación de la isla Low en las islas Shetland del Sur.

La isla Low o isla Baja es una isla de la Antártida, perteneciente al archipiélago de las islas Shetland del Sur. Se ubica a 63°17′S 62°10′O / -63.283, -62.167 en el extremo suroccidental del archipiélago y a unos 22,5 km al sudeste de la isla Smith. 
Mide 14 km de largo por 8 km de ancho, con un área de 181 km² y 64 km de costa. Su característica más notable es la baja elevación del terreno. Se halla completamente cubierta por el hielo, con costas acantiladas.
La isla ya era visitada por los foqueros a comienzos de 1820.

## Reclamaciones territoriales
Argentina incluye a la isla en el departamento Antártida Argentina dentro de la provincia de Tierra del Fuego, Antártida e Islas del Atlántico Sur; para Chile forma parte de la comuna Antártica de la provincia Antártica Chilena dentro de la Región de Magallanes y de la Antártica Chilena; y para el Reino Unido integra el Territorio Antártico Británico. Las tres reclamaciones están sujetas a las disposiciones del Tratado Antártico.
Nomenclatura de los países reclamantes: 
- Argentina: isla Baja
- Chile: isla Low
- Reino Unido: Low Island